# Uwe Ruberg
Uwe Ruberg (* 22. März 1936 in Kiel) ist ein deutscher Germanistischer Mediävist. Er ist emeritierter Professor für Deutsche Philologie an der Johannes Gutenberg-Universität Mainz.

## Leben und Werk
Uwe Ruberg wuchs als Sohn des Prokuristen Max Ruberg auf in Kiel, während der Bombenangriffe in den Kriegsjahren 1943–1945 evakuiert nach Lensahn (Ostholstein) und ins ländliche Boren/Kiesby (Angeln). Nach dem Abitur am Max-Planck-Gymnasium Kiel studierte er ab 1956 Deutsch und Französisch sowie Philosophie und ev. Theologie an den Universitäten Kiel, Marburg und Lille, hier in Verbindung mit einer einjährigen Lehrassistenz am Lycée de garҁons in Arras.
Dem Staatsexamen für das Lehramt an Höheren Schulen in Kiel (1963) schloss sich 1964 die Promotion bei Friedrich Ohly an mit einer Untersuchung über den Prosa-Lancelot, den ersten deutschen Prosaroman. Nach einer Gastprofessur an der McGill University Montreal (1971/72) folgte 1974 in Münster/Westf. die Habilitation für Deutsche Philologie mit themengeschichtlichen Studien Beredtes Schweigen in lehrhafter und erzählender Literatur des Mittelalters.
Nach seinen Jahren als wissenschaftlicher Assistent bei Friedrich Ohly in Kiel und Münster lehrte Uwe Ruberg als Professor deutsche Literaturwissenschaft Älterer Epochen an den Universitäten Münster (1975–1979) und als Nachfolger von Walter Johannes Schröder an der Johannes Gutenberg-Universität Mainz (1979–2001). Gastdozenturen führten ihn an die Ain-Shams-Universität Kairo (1978) und an die Peking-Universität (1990).
Uwe Ruberg war Mitglied des Sonderforschungsbereichs 7 „Mittelalterforschung“ an der Universität Münster (1974–1985) und Gründungs- und Leitungsmitglied des Graduiertenkollegs „Geistliches Lied und Kirchenlied – interdisziplinär“ an der Universität Mainz (1996–2006). Er gehört zum Herausgeberteam in dem von seiner Schülerin Sabine Obermaier (Universität Mainz) begründeten und geleiteten Projekt „animaliter – Tiere in der Literatur des Mittelalters“. Als weitere in akademischer Forschung und Lehre tätige Schülerinnen und Schüler sind zu nennen Wilfried Wittstruck (Universität Vechta), Katharina Rout (Vancouver Island University) und Yu Gu (Peking University).
Schwerpunkte der wissenschaftlichen Arbeiten liegen auf den Gebieten Erzählforschung, Tierdichtung, Gattungsgeschichte der Lyrik, Allegorie und Metaphorik, Poetik der Eigennamen, Sprachreflexion, mittelalterliche Weltkarten und Enzyklopädik. Außerhalb der engeren Fachgebiete: Der holsteinische Maler Rudolf Behrend (1895–1979).

## Schriften

### Autorschaft (Auswahl)
Bibliographie in der Festschrift für Uwe Ruberg: Vox, Sermo, Res. Beiträge zur Sprachreflexion, Literatur- und Sprachgeschichte vom Mittelalter bis zur Neuzeit. Hg. Wolfgang Haubrichs, Wolfgang Kleiber, Rudolf Voss. Stuttgart / Leipzig 2001, S. 285–291.
- Frauenlob-Gedenken. Das Begräbnis des Dichters im Mainzer Domkreuzgang. In: Domblätter. Forum des Dombauvereins Mainz, Heft 3/2001, S. 77–83.
- Das Manthier. Zur Rolle des Menschen in der Tierdichtung, insbesondere im Froschmeuseler Georg Rollenhagens. In: Tierepik und Tierallegorese. Studien zur Poetologie und historischen Anthropologie vormoderner Literatur. Hg. Bernhard Jahn, Otto Neudeck. Frankfurt am Main 2004, S. 217–227.
- Der Dorfteich als Prisma des Lebens und Mikrokosmos der großen Welt in der Malerei und Graphik Rudolf Behrends. In: Nordelbingen. Beiträge zur Kunst- und Kulturgeschichte Schleswig-Holsteins. 76 (2007) S. 215–225.
- Vitalität und Ableben der Verbalformen zu ahd. –thagen, mhd. –dagen ‚schweigen, verschweigen‘. In: Albrecht Greule, Hans-Walter Herrmann, Klaus Ridder, Andreas Schorr (Hrsg.): Studien zu Literatur, Sprache und Geschichte in Europa. Festschrift W. Haubrichs. St. Ingbert 2008, S. 491–505.
- Rennewart. Der heidnische Königssohn aus dem Orient, sein Aufstieg am karolingischen Königshof bis zu seinem Eintritt ins Kloster. In: Mittelalterliche Schätze auf Pergament. Einige Kreuznacher Handschriftenfunde. Hg. Franziska Blum-Gabelmann. Bad Kreuznach 2011, S. 7–15.
- Das Tierprozessions-Kapitell im Straßburger Münster. Auslegungsstrategien im publizistischen Konfessionsstreit der Reformationszeit. In: Reinardus. Yearbook of the International Reynard Society. 25 (2013), S. 141–160.
- Friedrich Ohly, Stellungnahmen 1966–1973. Mit Annotationen versehen und herausgegeben von Uwe Ruberg. In: Friedrich Ohly. Vergegenwärtigung eines großen Philologen. Hg. Wolfgang Harms, Wolfram Hogrebe. Stuttgart 2014, S. 103–146.
- „Stiller Maler aus Passion“ – Rudolf Behrend 1895–1979. Lebensdaten, Person und Persönlichkeit – Selbstbildnisse – Illustrationen zum „Till Eulenspiegel“-Epos Gerhart Hauptmanns (Zusammen mit Corinna Biesterfeldt) – Stimmen zum Werk. In: Rudolf Behrend – Stiller Weg zu Neuem. Hg. Sabine Behrens, Henning Repetzky. Heikendorf 2015, S. 10–17, 18–21, 129–144, 160–161.

### Herausgeberschaft
- Verbum et signum. Beiträge zur mediävistischen Bedeutungsforschung. Studien zu Semantik und Sinntradition im Mittelalter. Mit Hans Fromm und Wolfgang Harms. 2 Bde. München 1975.
- Text und Bild. Aspekte des Zusammenwirkens zweier Künste in Mittelalter und früher Neuzeit. Mit Christel Meier. Wiesbaden 1980, ISBN 978-3-88226-068-7.
- Die Ritteridee in der deutschen Literatur des Mittelalters. Kommentierte Anthologie. Mit Jörg Arentzen. Darmstadt 1987, 2. erg. Aufl. 2011, ISBN 978-3-534-04537-2.
- Sprache – Literatur – Kultur. Studien zu ihrer Geschichte im deutschen Süden und Westen. Festschrift für Wolfgang Kleiber. Mit Albrecht Greule. Stuttgart 1989.
- Friedrich Ohly: Ausgewählte und neue Schriften zur Literaturgeschichte und zur Bedeutungsforschung. Mit Dietmar Peil. Stuttgart / Leipzig 1995.
- Friedrich Ohly: Zur Signaturenlehre der Frühen Neuzeit. Mit Dietmar Peil. Stuttgart / Leipzig 1999.
- Rudolf Behrend: 16 Gemäldereproduktionen, mit Lebens-, Werk- und Ausstellungsdaten. Heikendorf 2000.
- Rudolf Behrend: Lebensreise. Holzschnittzyklus „Träumereien“. Mit Kommentar. Kiel 2002.
- 50 Jahre Kantorei an der Pauluskirche Bad Kreuznach. Bad Kreuznach 2006.
- Die Eule-Orgel in der Pauluskirche Bad Kreuznach. Festschrift zur Einweihung. Bad Kreuznach 2012.